# تربری
تربری (به فرانسوی: Trébry) یک کمون در فرانسه است که در Canton of Moncontour واقع شده‌است.

## خصوصیات
تربری ۲۵٫۱۲ کیلومترمربع مساحت و ۷۲۳ نفر جمعیت دارد.